# Basta – Rotwein oder Totsein
Basta. Rotwein oder Totsein ist ein 2004 erschienener Film von Pepe Danquart. Es handelt sich um eine humorvoll-dramatische Mafia-Satire mit makabrem Abgang. Als Kulisse dient die Stadt Wien.

## Handlung
Oskar war einst ein großer Gangster, der inzwischen inhaftiert ist. Er hat eine Gefängniswache als Geisel genommen, um aus dem Gefängnis auszubrechen. Auf dem Weg zu dem im Fluchtwagen wartenden Valentin hält ihn die Gefängnispsychologin Maria auf und bittet ihn, seine Waffe niederzulegen und seinen Ausbruchsversuch einzustellen, damit nach dem Verbüßen der Resthaft beide ein Paar werden können. Er leistet ihrem Wunsch Folge und wird bei diesem Fluchtversuch von den Wachen aufgegriffen.
Als er nach seiner Haft entlassen wird, kommt er mit seiner Gefängnispsychologin zusammen, die davon überzeugt ist, dass man mit einem Gespräch anstelle von Gewalt alles regeln könne. Darum lehnt sie Oskars Lebensstil und seine Geschäfte als Schutzgelderpresser ab. Oskar lässt sich von ihr beeinflussen, wird ruhiger und widmet sich mehr seinem geliebten Hobby, dem Kochen. Er verabschiedet sich von der Gewalt und lässt seine dubiosen Geschäfte eher passiv laufen. Als jedoch Konstantin, der Pate von Wien, erfährt, dass Oskar ein Buch namens „Secrets – Meine Geheimnisse…“ (im Film falsch "Secréts" geschrieben) herausbringen möchte, wird er misstrauisch und denkt, es handele sich dabei um eine Gefahr für die Wiener Mafiaszene, worauf er seinen Ziehsohn Valentin beauftragt, Oskar zu beschatten.
Ab diesem Punkt nimmt die Handlung Fahrt auf und es kommt zu vielen Missverständnissen. Gegen Ende stellt sich heraus, dass es sich in Wahrheit nur um ein harmloses Gourmet-Kochbuch handelt. Am Ende des Films kommt es erst zu einem klassischen Mexican standoff, der sehr an Tony Scotts True Romance erinnert, in dessen Verlauf Maria getötet wird.
Danach wird die Handlung durch einen Zeitsprung quasi rückgängig gemacht: Man sieht Oskar in der gleichen Einstellung wie am Anfang des Films. Diesmal gibt er seine Geisel nicht frei, sondern setzt seinen Weg zu dem im Fluchtwagen wartenden Valentin fort und entscheidet sich damit gegen seine Beziehung mit Maria.

## Hintergrund
Basta. Rotwein oder Totsein wurde in der österreichischen Hauptstadt Wien gedreht.
Der Film feierte seine Premiere am 15. Mai 2004 bei den Internationalen Filmfestspielen von Cannes. Bei den Internationalen Hofer Filmtagen war er am 29. Oktober 2004 erstmals in Deutschland zu sehen. In Österreich lief er am 11. November 2004 an und in den deutschen Kinos war er ab dem 28. April 2005 zu sehen.

## Kritiken
Carsten Happe kritisiert auf schnitt.de den Titel des Films mit den Worten: „Die Krise des deutschen Verleihtitels hat ihren traurigen Höhepunkt erreicht. »Basta. Rotwein oder Totsein« schreit geradezu: Mach einen Bogen um dieses Kino, ich bin übelster Klamauk!“ Weiterhin urteilt Happe, der Film sei inhaltlich „nix für Feingeister, sondern deftiges Komödienpotpourri, mal lakonisch, mal grell, aber nie geschmacklos oder fad“.
Zu einem anderen Schluss in puncto Geschmacklosigkeit kommt Volker Robrahn auf filmszene.de in Bezug auf die sich an den Film „Der Koch, der Dieb, seine Frau und ihr Liebhaber“ anlehnende Küchenszene: „Und wenn dann gegen Ende der böse Bube als lebender Braten mit Gemüse dekoriert und in den Ofen geschoben wird, ist auch die erwähnte Geschmacksfrage endgültig beantwortet. Der Daumen neigt sich hier dann wieder deutlich nach unten, nachdem man zwischendurch schon etwas milder gestimmt wurde, da der Film zumindest im Mittelteil etwas an Fahrt gewinnt.“
Vincenzo Panza lobt auf Filmreporter.de die Besetzung, sieht in dem Film aber eine Art wenig gelungenes „Pulp-Fiction“-Remake: „Mit Moritz Bleibtreu als debilem Schläger und Josef Hader als Gangsterjäger ist »C(r)ook«, so der österreichische Originaltitel, eine ausgezeichnet besetzte Komödie. Trotzdem kann »Basta. Rotwein oder Totsein« im Genre des Gaunerfilms keine neuen Akzente setzen. Sowohl die gewollt coole Optik als auch die eigenwillige Figurenzeichnung sind Elemente, die nach »Pulp Fiction« mehr als nur bekannt vorkommen dürften.“

## Auszeichnungen
Der Film gewann beim Filmfest Biberach 2004 eine Lobende Erwähnung.